# Моя прекрасна пральня
«Моя прекрасна пральня» (англ. My Beautiful Laundrette) — британський комедійна драма 1985 року, поставлена режисером Стівеном Фрірзом за сценарієм Ганіфа Курейші. Дія фільму відбувається в Лондоні в період, коли Маргарет Тетчер була прем'єр-міністром Великої Британії. Сюжет стрічки зачіпає кілька політичних питань того часу, в тому числі гомосексуальність і расизм, зображені в соціально-економічному кліматі тетчеризму.
У 1999 році Британський інститут кінематографії вніс фільм до переліку 100 найкращих британських фільмів ХХ століття (50-та позиція). У березні 2016 року фільм увійшов до рейтингу 30-ти найвидатніших ЛГБТ-фільмів усіх часів, складеному Британським кіноінститутом за результатами опитування понад 100 кіноекспертів, проведеного до 30-річного ювілею Лондонського ЛГБТ-кінофестивалю BFI Flare.

## Сюжет
Омар — молодий чоловік, що живе в Лондоні. Його батько Хусейн колись був відомим пакистанським інтелектуалом, проте незадоволення світом і сімейна трагедія приводять його до алкоголізму. На відміну від батька, дядько Омара Нассер є успішним підприємцем, активним членом пакистанської діаспори і за сумісництвом лідером етнічної мафії. Хусейн просить Омара влаштувати племінника на роботу, сподіваючись, що той накопичить грошей для вступу до коледжу. Дядько призначає Омара керувати занепалою пральнею. Діставши грошей, Омар зі своїм другом дитинства, Джоні, який вештається вулицями, починають старанно втілювати в життя плани з розвитку бізнесу. Незабаром бізнес у юнаків налагоджується, і до того ж вони закохуються один в одного. Проте, національні відмінності Омара і Джоні дають про себе знати і усі це добре відчують.

## У ролях
| Деніел Дей-Льюїс | ···· | Джонні        |
| Гордон Ворнеке   | ···· | Омар          |
| Річард Грехем    | ···· | Чингіз        |
| Вінстон Грехем   | ···· | перший ямаєць |
| Дадлі Томас      | ···· | другий ямаєць |
| Деррік Бранче    | ···· | Салім         |
| Гаррі Купер      | ···· | скватер       |
| Рошан Сет        | ···· | тато Хуссейн  |
| Саїд Джаффрі     | ···· | дядько Нассер |

## Визнання
| Нагороди та номінації фільму «Моя прекрасна пральня» | Нагороди та номінації фільму «Моя прекрасна пральня» | Нагороди та номінації фільму «Моя прекрасна пральня» | Нагороди та номінації фільму «Моя прекрасна пральня» | Нагороди та номінації фільму «Моя прекрасна пральня» | Нагороди та номінації фільму «Моя прекрасна пральня» |
| Рік                                                  | Кінофестиваль/кінопремія                             | Категорія/нагорода                                   | Номінант                                             | Результат                                            |                                                      |
| ---------------------------------------------------- | ---------------------------------------------------- | ---------------------------------------------------- | ---------------------------------------------------- | ---------------------------------------------------- | ---------------------------------------------------- |
| 1986                                                 | Премія Вечірній Стандарт Британського кіно           | Найкращий фільм                                      | Моя прекрасна пральня                                | Перемога                                             |                                                      |
| 1986                                                 | Премія BAFTA                                         | Найкраща чоловіча роль другого плану                 | Саїд Джаффрі                                         | Номінація                                            |                                                      |
| 1986                                                 | Премія BAFTA                                         | Найкращий оригінальний сценарій                      | Ганіф Курейші                                        | Номінація                                            |                                                      |
| 1986                                                 | Національна рада кінокритиків США                    | ТОП-10 фільмів                                       | Моя прекрасна пральня                                | включення                                            |                                                      |
| 1986                                                 | Національна рада кінокритиків США                    | Найкращий актор другого плану                        | Деніел Дей-Льюїс                                     | Перемога                                             |                                                      |
| 1986                                                 | Спільнота кінокритиків Нью-Йорка                     | Найкращий сценарій                                   | Ганіф Курейші                                        | Перемога                                             |                                                      |
| 1986                                                 | Спільнота кінокритиків Нью-Йорка                     | Найкращий актор другого плану                        | Деніел Дей-Льюїс                                     | Перемога                                             |                                                      |
| 1986                                                 | Асоціація кінокритиків Лос-Анджелеса                 | Найкращий іноземний фільм                            | Моя прекрасна пральня                                | 2-е місце                                            |                                                      |
| 1987                                                 | Національна спілка кінокритиків США                  | Найкращий сценарій                                   | Ганіф Курейші                                        | Перемога                                             |                                                      |
| 1986                                                 | Національна спілка кінокритиків США                  | Найкращий актор другого плану                        | Деніел Дей-Льюїс                                     | 2-е місце                                            |                                                      |
| 1987                                                 | Премія «Оскар»                                       | Найкращий сценарій                                   | Ганіф Курейші                                        | Номінація                                            |                                                      |
| 1987                                                 | Премія «Незалежний дух»                              | Спеціальна відмітка                                  | Моя прекрасна пральня                                | Номінація                                            |                                                      |